# Eustala cameronensis
Eustala cameronensis is een spinnensoort in de taxonomische indeling van de wielwebspinnen (Araneidae).
Het dier behoort tot het geslacht Eustala. De wetenschappelijke naam van de soort werd voor het eerst geldig gepubliceerd in 1936 door Willis John Gertsch & Louie Irby Davis.